# Гражданска отбрана
Гражданска отбрана, или гражданска защита, e организация за защита на населението от военно нападение или природно бедствие.
Използва принципите на операциите при бедствия: превенция, дипломатическо и политическо смекчаване на обстановката, подготовка, отговор или евакуация, както и възстановяване. Програми от този вид са първоначално дискутирани поне от 1920-те години и са въведени в някои страни през 30-те, когато опасностите от война и въздушни нападения нарастват. Гражданската отбрана става широко разпространена след появата на заплахи от използване на ядрени оръжия от времето на Студената война, като по-късно фокусът на гражданската отбрана е като цяло сменен от военна атака към природни бедствия. Като тази промяна въвежда и голям брой нови термини, които се опитват да опишат същото, с определени оттенъци на значението, това са кризисен мениджмънт, мениджмънт на бедствията, подготовка по пожарна и аварийна безопасност  и т.н.
В някои страни гражданската отбрана е разглеждана като ключова част от общата отбранителна политика. Например в Швеция, шведската дума totalförsvar се отнася до включването на широк обхват от ресурси на нацията за отбрана - включително гражданска защита. От друга страна, някои страни, особено бившия СССР е имал организирани граждански-отбранителни отряди като част от техните въоръжени сили или като паравоенни формирования.